# Казимир (село)
Казимир (болг. Казимир) — село в Болгарии. Находится в Силистренской области, входит в общину Силистра. Население составляет 123 человека.

## Политическая ситуация
Казимир подчиняется непосредственно общине и не имеет своего кмета.
Кмет (мэр) общины Силистра — Иво Кирилов Андонов (инициативный комитет) по результатам выборов.